# Henryk Leliwa-Roycewicz

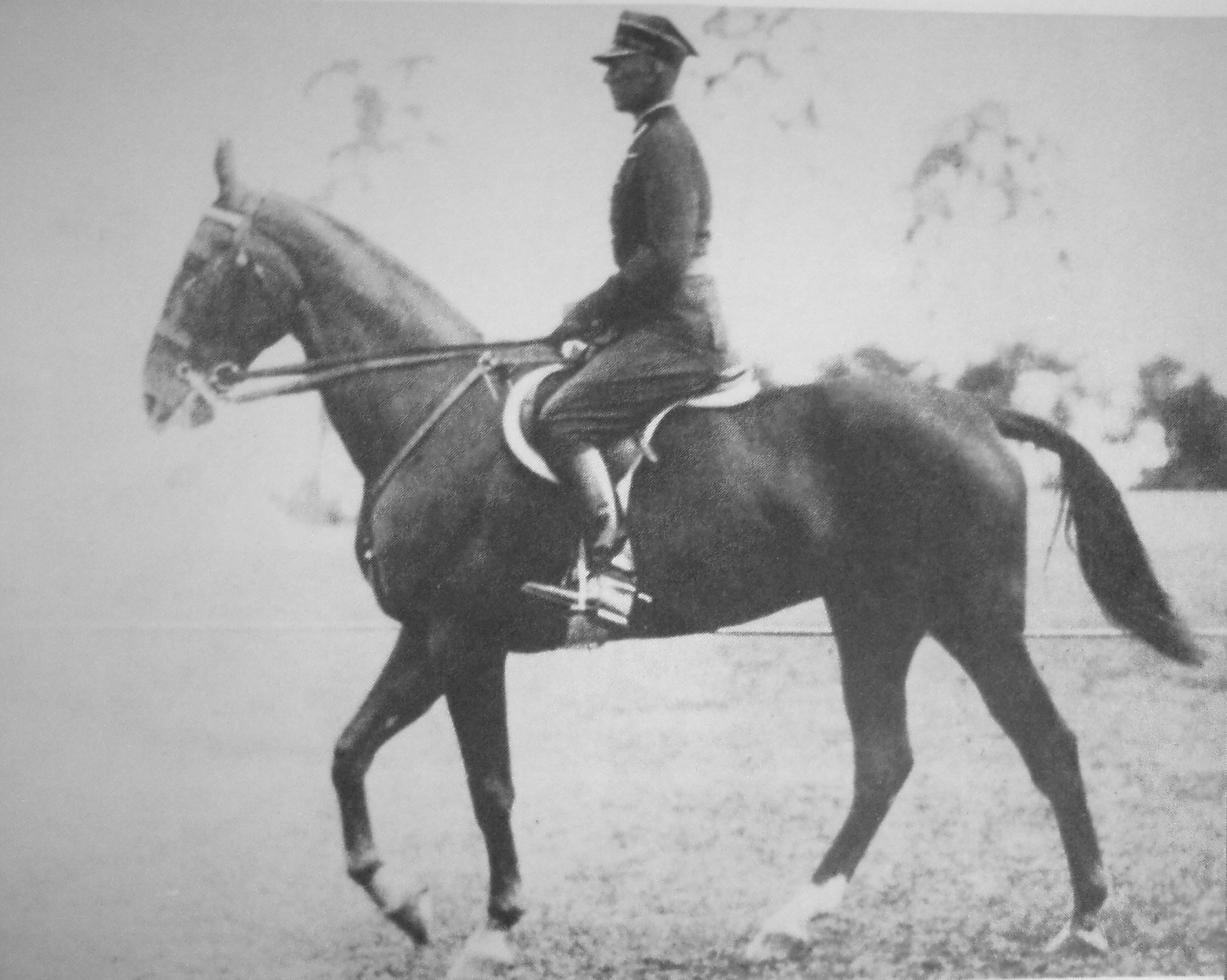
Henryk Leliwa-Roycewicz sur son cheval Arlekin III lors de jeux olympiques de 1936 à Berlin.

Henryk Leliwa-Roycewicz (né le 30 juillet 1898 à Janopol en Empire de Russie, auj. Pologne - mort le 18 juin 1990 à Varsovie) est un colonel de cavalerie polonaise, médaillé d'argent olympique de concours complet d'équitation à Berlin et insurgé de Varsovie.

## Biographie
Henryk Leliwa-Roycewicz est né le 30 juillet 1898 à Janopol en Empire de Russie, auj. Pologne. Après avoir terminé ses études secondaires à Kowno il entre, en octobre 1917 dans l'Organisation militaire polonaise (Polska Organizacja Wojskowa).

### Carrière militaire
En 1918, il intègre le 1er régiment de cavalerie, deux ans plus tard, il termine l'École des aspirants de l'Armée de Terre (Szkoła Podchorążych Piechoty) de Varsovie, ensuite, il suit le cours d'officier de cavalerie à Grudziądz. Le 1er juin 1921, il est nommé sous-lieutenant et se voit envoyé au 25e régiment de cavalerie. Le 1er septembre 1922, il est promu au grade de lieutenant. Il termine le cours d'instructeur de cavalerie et devient membre d'un groupe de sport équestre. Dans les années 1937-1939, il occupe le poste d'instructeur au centre de formation de cavalerie (Centrum Wyszkolenia Kawalerii) à Grudziądz.
Pendant la campagne de Pologne, il commande le 2e escadron du 25e régiment de cavalerie. Blessé au combat avec l'Armée rouge, il parvient à s'évader de l'hôpital de Stryj. Grâce à cette évasion, il évite le sort du reste d'officiers de son régiment, assassinés à Katyń. En 1941, il arrive à Varsovie et poursuit le combat au sein de l'Armia Krajowa. De novembre 1943 à la fin de l'insurrection de Varsovie, il commande le bataillon "Kiliński". Le 8 septembre 1944 il est grièvement blessé.
En 1949, il est condamné par les communistes à six ans de prison. Il est disculpé de toutes les accusations en 1956.

### Carrière sportive
Il remporte la médaille d'argent par équipe (avec Zdzisław Kawecki et Seweryn Kulesza) aux Jeux olympiques d'été de 1936 de Berlin au concours complet d'équitation. Il a été près de toucher l'or mais les organisatrices l'informent, à tort, qu'il a manqué un obstacle. Leliwa-Roycewicz fait demi-tour pour franchir l'obstacle. Lorsqu'il se rend compte qu'il a été induit en erreur il est déjà trop tard. La perte de temps et quatre kilomètres supplémentaires à parcourir ne permettent pas de rattraper les vainqueurs, l'équipe d'Allemagne. En individuel il se classe 15e.
Il est par ailleurs triple vainqueur de la Coupe des nations (1928, 1931, 1932) et champion de Pologne au concours complet d'équitation.
Après la guerre il est entraîneur de sport hippique, notamment au Legia de Varsovie.

## Promotions militaires
| sous-lieutenant | 1er juin 1921      |
| lieutenant      | 1er septembre 1922 |
| rotmistrz       | 1936.              |
| commandant      | 1944               |
| colonel         | 1990               |

## Décorations
- Croix d'or de l'Ordre militaire de Virtuti Militari
- Croix d'argent de l'Ordre militaire de Virtuti Militari
- Croix de commandeur de l'Ordre Polonia Restituta
- Croix de la Valeur (Krzyż Walecznych) - 3 fois

## Postérité
Le groupe scolaire 70 de Varsovie porte le nom de Henryk Leliwa-Roycewicz.